# Trois sœurs (agriculture)
Pour les articles homonymes, voir Three Sisters et Trois sœurs.

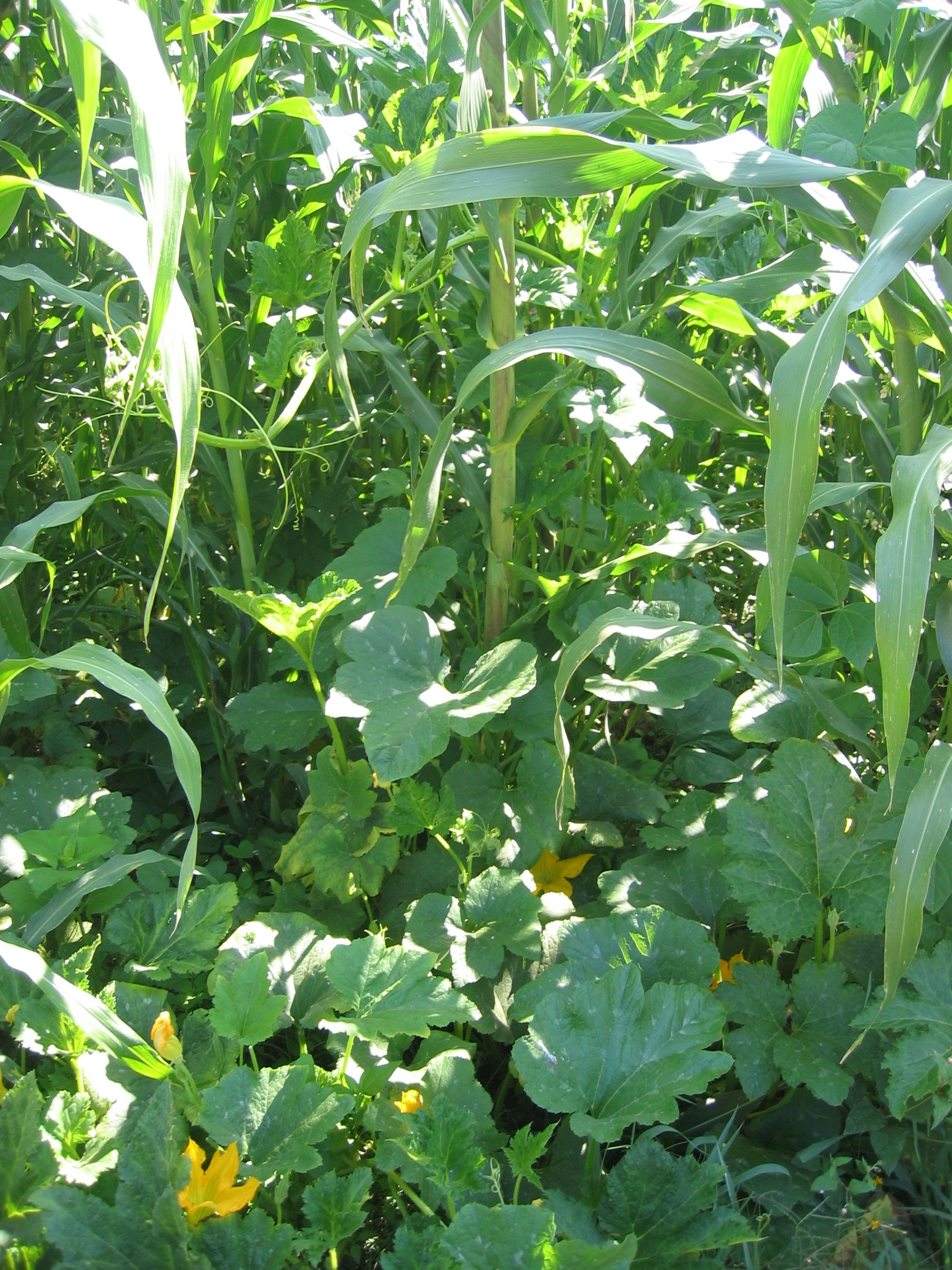
Association courge-haricot-maïs dans la milpa amérindienne.

La technique agricole dite des trois sœurs, ou milpa, est une culture en symbiose mixte de culture associée de courges, de maïs et de haricots grimpants (habituellement le haricot tépari ou le haricot commun). Ce mode de culture associée représente les trois principales cultures pratiquées traditionnellement par diverses communautés autochtones d'Amérique du Nord et d'Amérique centrale, mais une technique similaire est aussi attestée dans d'autres régions du monde comme en Chine chez le groupe Naxi de l'ethnie Moso.

## Dénominations
Le nom de « trois sœurs » donné à cette technique provient du mythe de la création de la cosmogonie des croyances américaines autochtones.
Les Iroquois et les Cherokee appelaient le maïs, les haricots et les courges « les trois sœurs » parce qu'ils se nourrissent les uns les autres comme des membres d'une même famille lorsqu'ils sont plantés ensemble.
En mohawk elle est appelée kiohehkwen, qui signifie littéralement « Elles nous donnent la vie ». 
Au Mexique la technique maya est appelée milpa, terme qui vient du nahuatl (langue d'origine du peuple aztèque), mot dérivé de la phrase mil-pa signifiant « semé dans les champs » ou « ce qui est semé dans les champs » (de mil-li « champ » + -pa « vers »).

## Origine
Chez les Iroquoiens, la technique de culture des trois sœurs permettait de mijoter la sagamité constituée des trois plantes représentant leur alimentation de base. Cela s'inscrit dans la permaculture avec le sol couvert en permanence par le feuillage de la courge, ainsi que le haricot qui fixe l'azote dans le sol grâce à des nodosités et le maïs qui sert de tuteur aux haricots. Cette technique, respectant la biodiversité, était une technique utilisée par les Iroquoiens puisque ces derniers se considéraient au service de la terre, protecteur de la biodiversité. Ainsi, la permaculture n'a aucunement été influencée par l'agriculture comme cette dernière nécessite la fertilisation chimique ou non, le repos et la modification de la terre afin d'en récolter ses bienfaits. 
La culture conjointe de ces trois plantes compagnes présente plusieurs avantages qui profitent à la culture de chacune. Les plants de maïs servent de treille aux haricots grimpants, et les haricots fixent l'azote bénéfique à la croissance du maïs,,. De plus, le maïs et le haricot forment une paire alimentaire de base qui fournit tous les apports nécessaires en acides aminés essentiels.
Cette technique d'agriculture a une place importante dans plusieurs légendes autochtones d'Amérique du Nord et d'Amérique Centrale. Notamment pour les Iroquoiens puisque les trois sœurs signifient « Notre vie, sorte de plantes déesses [pour ce peuple] ».

## Technique de culture

Organigramme de fonctionnement
inspiré du documentaire de Marie Robin.

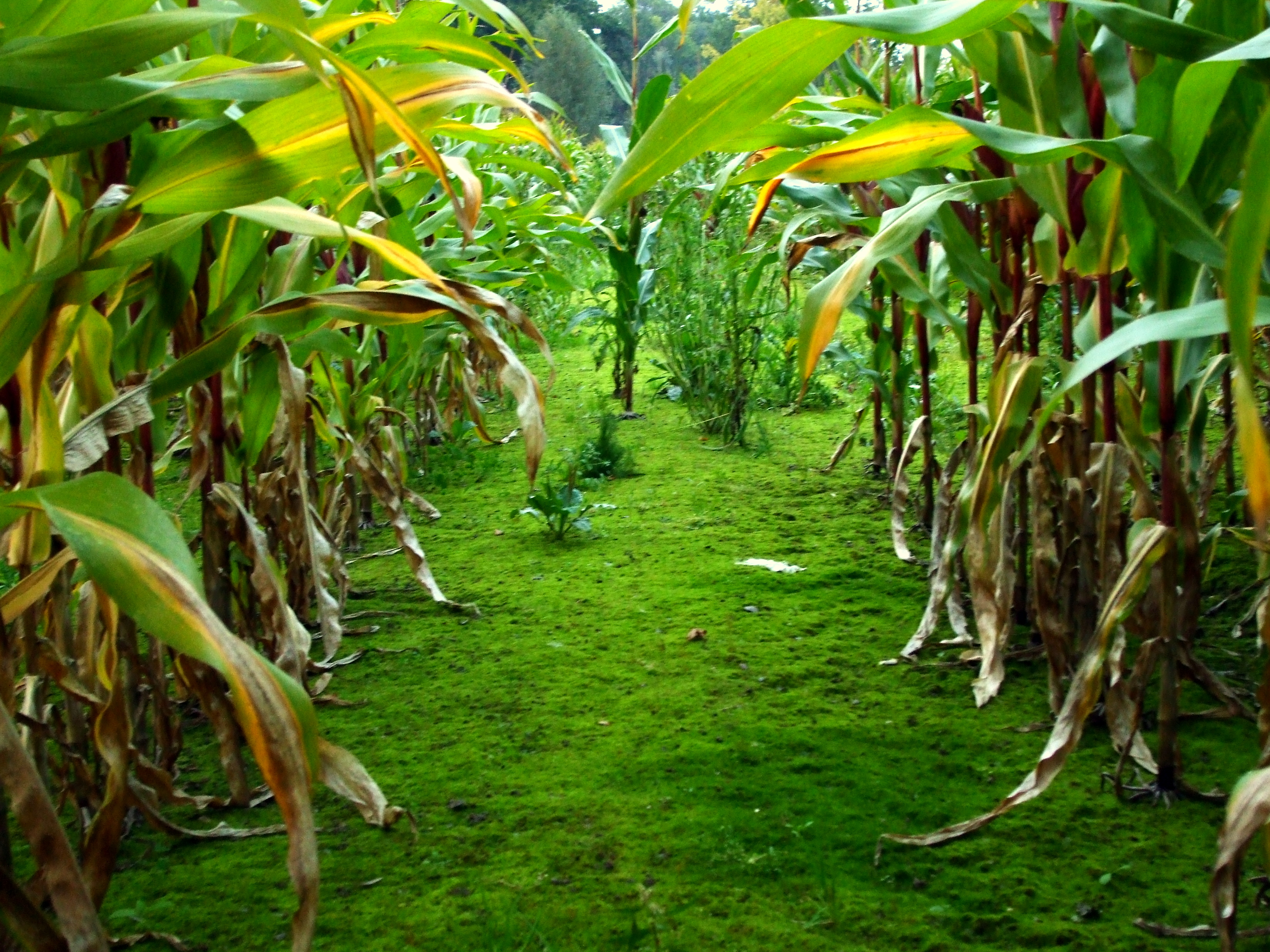
Le maïs.

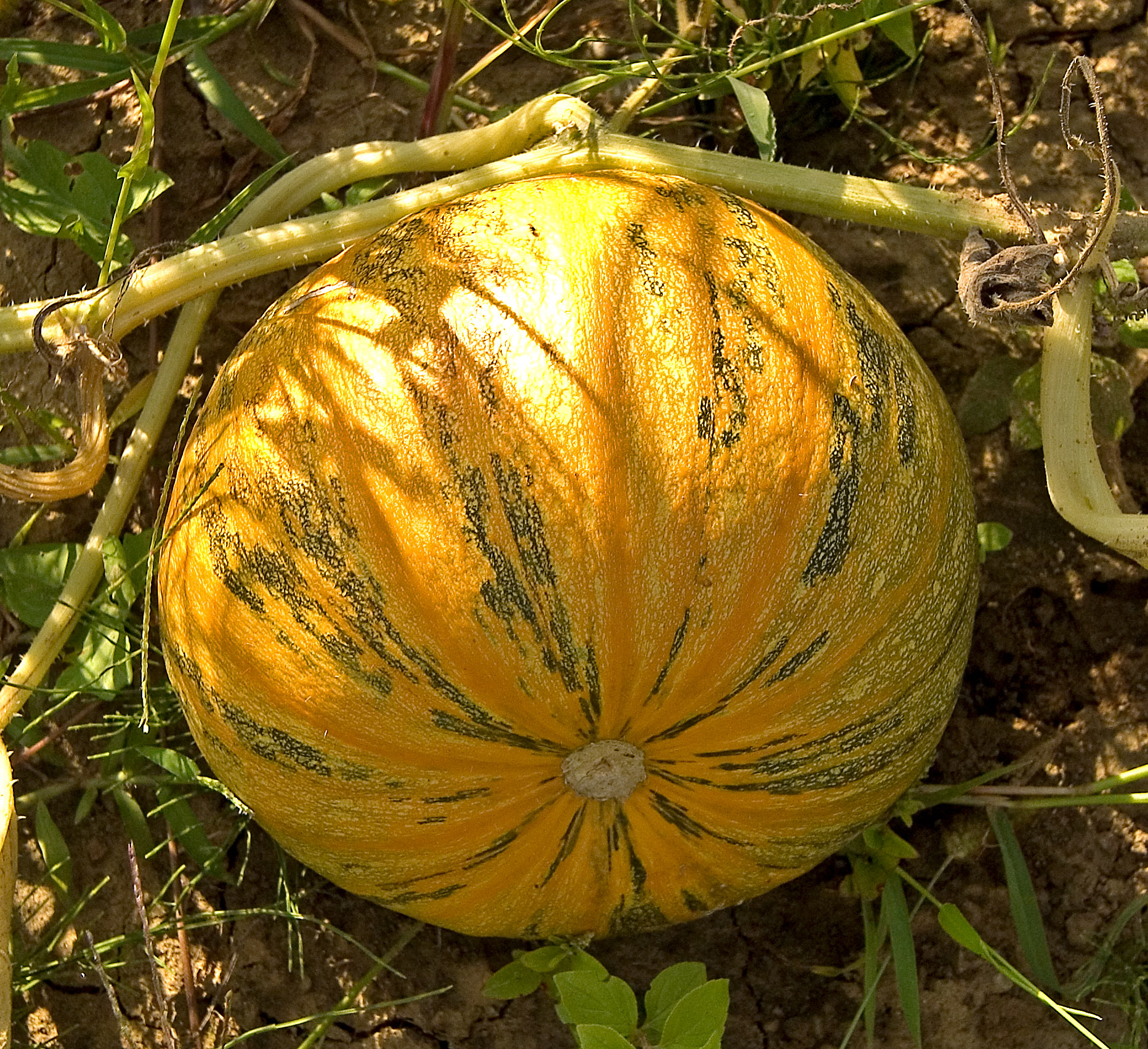
La courge.

Suivant la technique des plantes compagnes, les trois espèces (maïs : 15 qualités, de la courge et du haricot : 60 variétés), sont plantées ensemble séquentiellement de la manière suivante :
1. Lorsque le sol est assez réchauffé, vers mai/juin, puisque ce type de culture nécessite un minimum de chaleur, formez de petits monticules aplatis de 30 cm de haut environ, espacés en tous sens de 50 cm[11].
2. Semez les graines de maïs en poquets de trois au centre de chaque monticule.
3. Quand le maïs atteint 15 cm de haut, semez les courges et les haricots tout autour en alternant les deux espèces.

## Intérêts symbiotiques

### Au champ
Chaque culture profite du voisinage des deux autres. Les tiges de maïs servent de support naturels aux haricots grimpants, ce qui évite la mise en place des tuteurs. Les haricots, grâce à leurs nodosités racinaires ne consomment que principalement l'azote de l'air au lieu des ressources azotées du sol, alors disponibles pour la croissance des deux autres. Cet azote minéral stocké dans la partie aérienne et les nodosités sur les racines du haricot agit comme un engrais vert qui enrichira le sol en azote pour la culture suivante. Les courges étalent leur large feuillage sur le sol, captant le rayonnement solaire, au triple effet ; d'une part cela limite et gêne fortement la croissance des mauvaises herbes ; d'autre part, en formant une sorte de paillis vivant et respirant, de créer un microclimat qui retient l'humidité dans le sol en limitant son évaporation. Enfin, leurs épines protègent de l'ensemble des herbivores.

### Dans l'assiette
D'un point de vue diététique, les trois sœurs constituent un régime équilibré ; les haricots apportant les deux seuls acides aminés essentiels qui ne soient pas présents dans le maïs : la lysine et le tryptophane. 

### Pour le secteur agricole
Bien qu'inscrite dans un esprit d'agroécologie et de développement durable, cette technique tend à disparaître, en particulier au Québec. Cette culture alimentaire inspirée des traditions autochtones peut en particulier inspirer le secteur agroalimentaire d’aujourd’hui puisqu’il s’agit d’une technique simple, éprouvée, écologique et économique, moins gourmande en eau et en désherbage, plus largement respectueuse de l’environnement et de la biodiversité que les modes de production actuels.

## Variantes

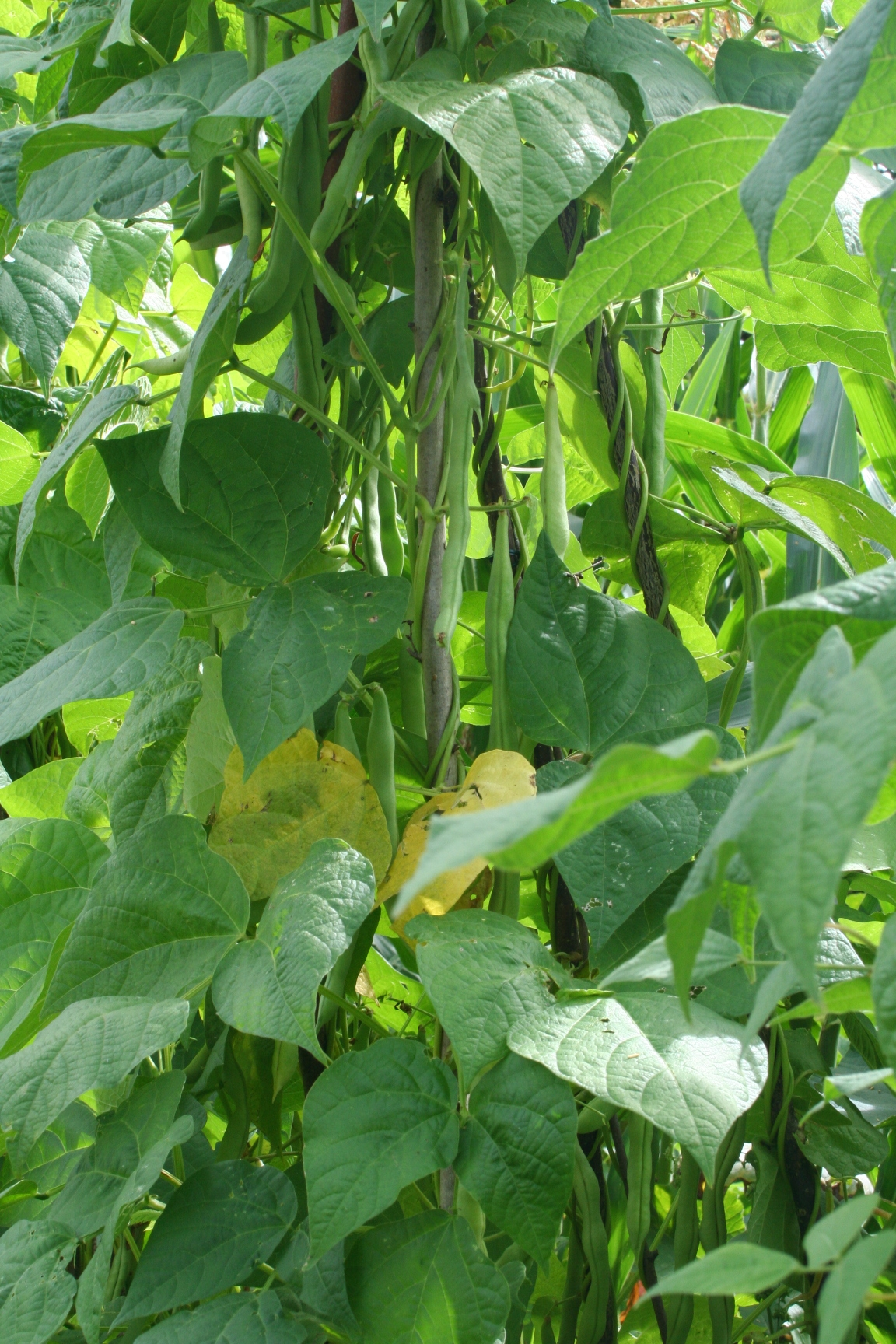
Les haricots.

Les Anasazis sont connus pour avoir adapté cette technique à leur environnement aride ; les Tewa et autres tribus du sud-ouest ajoutent une quatrième sœur connue sous le nom « Plante à abeilles des montagnes Rocheuses » (Cleome serrulata (en)), plus connue localement sous les termes de Rocky Mountain Beeweed, Rocky Mountain Beeplant, Bee Spiderflower, Stinking clover, Waa' en navajo ou encore Navajo spinach), attirant les abeilles pour favoriser la pollinisation des haricots et des potirons.
En Chine, à la frontière entre le Yunnan et du Sichuan, sur les contreforts de l'Himalaya, l'ethnie matriarcale Moso du groupe Naxi, cultive elle aussi traditionnellement les trois-sœurs, selon une technique identique à celle employée dans les Amériques.
En France, dans le sud ouest, on cultive les haricots de type Tarbais avec le maïs. Les haricots produits ainsi sont appelés « Haricot-Maïs » et sont réputés pour leur finesse attribuée au fait que ces haricots poussent à l'ombre du maïs et produisent donc moins d'amidon que les haricots poussant sans maïs.

## Légendes
Le Popol Vuh, livre sacré des Mayas, fait référence à cette triade agricole et alimentaire.
Il s'agit pour les Iroquois d'une trinité divine qui a jailli de la tombe de la Terre mère, morte d'avoir enfanté les jumeaux Bien et Mal. On n'a pas retrouvé chez les autres peuples iroquoiens (Hurons, Ériés, Pétuns, Wenros, Andastes) de légende similaire.